# Joakim Gunnarsson
Per Joakim Gunnarsson, född 8 oktober 1974, är en svensk serieskapare.
Joakim Gunnarsson har tillsammans med Emma Billbäck och Hedvig Häggman-Sund tecknat Emma och Sara i tidningen Julia 2001–2009. Han har tillsammans med Johanna Kristiansson tecknat serien Katten Nils i Kamratposten sedan 2007, och de två blev vinnare av Unghunden 2013.